# Su (Unix)

Comanda UNIX su (switch user sau substitute user, deși original înțelesul era de super user ) permite rularea unui shell ca un utilizator diferit. Este folosită în general pentru a obține permisiuni de acces root fără a schimba utilizatorul curent. În cazul unui mediu grafic de tip Gnome sau KDE, unele programe deschid o fereastră care cere o parolă root înainte de efectuarea unei operații.
În Linux, comanda este implementată în pachetul GNU coreutils.

## Sintaxă
```
su [opțiuni] utilizator
```

Dacă utilizatorul nu este specificat, se înțelege implicit că este vorba despre utilizatorul root.
Dintre opțiunile cele mai des folosite amintim:
-m, -p - environmentul utilizatorului curent este folosit în continuare
-c - comanda specificată este executată

## Exemple
```
john@localhost:~$ su
Password: 
root@localhost:/home/john# exit
logout
john@localhost:~$
```

O comandă înrudită este comanda sudo. Spre deosebire de su, sudo folosește parola utilizatorului curent, și nu parola utilizatorului nou. Lista utilizatorilor care pot invoca sudo se găsește în fișierul /etc/sudoers. Fișierul poate fi editat cu ajutorul comenzii visudo.
Unele sisteme de tip UNIX au un grup de utilizatori wheel cărora li se permite invocarea comenzii su root.. Un asemenea grup nu este întotdeauna o idee bună, întrucât cineva ar putea foarte simplu să preia controlul contului unui utilizator din acest grup. Versiunea GNU a comenzii su nu implementează grupul wheel.